# Ömeranlı
Ömeranlı (Koerdisch: Omero), tot 2015 Tavşançalı geheten, is een dorp (mahalle) in het Turks district Kulu in de provincie Konya. Het dorp ligt op circa 100 km afstand van de stad Konya. Het dorp was tot 1950 deel van Haymana, een district in Ankara. 

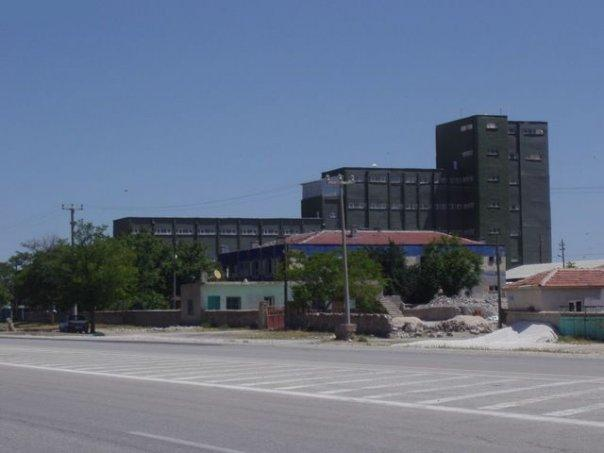
De meelfabriek van Ömeranlı

## Geschiedenis
Het dorp werd in 1845 gesticht door Koerdische stammen uit Adıyaman, Muş en Diyarbakır. Al in de jaren zestig heette het gebied Ömeranlı. Later werd de naam veranderd in Tavşançalı die het tot 2015 behield, toen de oude naam Ömeranlı werd teruggenomen. De gemeentelijke organisatie werd opgericht in 1955. Krachtens wet nr. 6360 werden alle Turkse provincies met een bevolkingsaantal van minimaal 750.000 personen uitgeroepen tot grootstedelijke gemeenten (Turks: büyükşehir belediyeleri), waardoor de dorpen in deze provincies de status van mahalle hebben gekregen (Turks voor stadswijk). Ook Ömeranlı heeft sinds 2014 de status van mahalle.

## Bevolking
Met ruim 4.500 inwoners (in 2020) is Ömeranlı een van de grootste dorpen in Turkije. Nagenoeg alle inwoners zijn etnische Koerden, die zich in de negentiende eeuw vanuit Zuidoost-Anatolië in deze regio hebben gevestigd. De afgelopen decennia is het inwonersaantal van Ömeranlı continu afgenomen, vooral vanwege emigratie naar grote steden of het buitenland (en dan met name naar Scandinavische landen, zoals Zweden en Denemarken). In 1985 telde het dorp bijvoorbeeld nog 6.057 inwoners, terwijl er in 1997 (de facto) 5.613 inwoners werden geregistreerd.
| 2020 | 4.567           |
| 2012 | 4.899           |
| 2007 | 4.372           |
| 2000 | 7.613           |
| 1997 | 5.848 (de jure) |
| 1985 | 6.057           |

## Geboren
- Fahrettin Koca (1965), politicus